# Đa thức Bernstein
Trong giải tích số, một đa thức Bernstein, đặt theo tên của Sergei Natanovich Bernstein là một tổ hợp tuyến tính của các đa thức Bernstein cơ sở. Một cách tính ổn định để tính các đa thức trong dạng Bernstein là thuật toán de Casteljau.
Đa thức dưới dạng Bernstein được sử dụng lần đầu tiên bởi Bernstein trong một chứng minh có tính xây dựng của định lý xấp xỉ Stone-Weierstrass. Với sự ra đời của đồ họa máy tính, các đa thức Bernstein, giới hạn trong đoạn x ∈ [0, 1], trở thành quan trọng dưới dạng đường cong Bézier.

## Định nghĩa
n + 1 đa thức Bernstein cơ sở bậc n được định nghĩa như là
{\displaystyle b_{\nu ,n}(x)={n \choose \nu }x^{\nu }(1-x)^{n-\nu },\qquad \nu =0,\ldots ,n.}
với {\displaystyle {n \choose \nu }} là hệ số nhị thức.
Các đa thức Bernstein cơ sở bậc n tạo thành một cơ sở cho không gian vectơ {\displaystyle \Pi _{n}} của các đa thức bậc n.
Một tổ hợp tuyến tính của các đa thức Bernstein cơ sở
{\displaystyle B(x)=\sum _{\nu =0}^{n}\beta _{\nu }b_{\nu ,n}(x)}
được gọi là một đa thức Bernstein hoặc làđa thức dưới dạng Bernstein với bậc n. Các hệ số βν được gọi là các hệ số Bernstein hay là hệ số Bézier.

## Ví dụ
Một vài đa thức Bernstein cơ sở đầu tiên là 
{\displaystyle b_{0,0}(x)=1\,}
{\displaystyle b_{0,1}(x)=1-x\,}
{\displaystyle b_{1,1}(x)=x\,}
{\displaystyle b_{0,2}(x)=(1-x)^{2}\,}
{\displaystyle b_{1,2}(x)=2x(1-x)\,}
{\displaystyle b_{2,2}(x)=x^{2}\,}

## Xấp xỉ các hàm số liên tục
Cho f(x) là một hàm số liên tục trên đoạn [0, 1]. Xem xét đa thức Bernstein
{\displaystyle B_{n}(f)(x)=\sum _{\nu =0}^{n}f\left({\frac {\nu }{n}}\right)b_{\nu ,n}(x).}
Ta có thể chứng minh được  
{\displaystyle \lim _{n\rightarrow \infty }B_{n}(f)(x)=f(x)}
hội tụ đều trên đoạn [0, 1].  Khẳng định này là mạnh hơn khẳng định giới hạn chỉ tồn tại cho từng giá trị x riêng biệt; đó sẽ là hội tụ từng điểm chứ không phải hội tụ đều. Thuật ngữ hội tụ đều chỉ ra rằng
{\displaystyle \lim _{n\rightarrow \infty }\sup\{\,\left|f(x)-B_{n}(f)(x)\right|:0\leq x\leq 1\,\}=0.}
Các đa thức Bernstein do đó đã chỉ ra một cách chứng minh định lý Stone-Weierstrass rằng tất cả các hàm số thực liên tục trên đoạn [a,b] có thể được xấp xỉ đều bởi các hàm đa thức trên R.